# Atanazy V (patriarcha Konstantynopola)
Atanazy V, gr. Αθανάσιος Ε΄ (zm. po 1718) – ekumeniczny patriarcha Konstantynopola w latach 1709–1711.

## Życiorys
Pochodził z Krety. Studiował w Halle w Saksonii. Był uzdolnionym lingwistą. W 1709 został wybrany patriarchą. Podczas panowania był podejrzewany o sympatie do katolicyzmu. 4 grudnia 1711 r. został obalony.